# Xysticus pseudocristatus
Xysticus pseudocristatus är en spindelart som beskrevs av Galina N. Azarkina och Dmitri Viktorovich Logunov 200. Xysticus pseudocristatus ingår i släktet Xysticus och familjen krabbspindlar. Inga underarter finns listade i Catalogue of Life.